# CIM-10 Capítol V: Trastorns mentals i del comportament
| Capítol | Codis   | Títol |
| ------- | ------- | --- |
| I       | A00-B99 | Certes malalties infeccioses i parasitàries                                                                  |
| II      | C00-D48 | Neoplàsies                                                                                                   |
| III     | D50-D89 | Malalties de la sang i dels òrgans hematopoètics i altres trastorns que afecten el mecanisme de la immunitat |
| IV      | E00-E90 | Malalties endocrines, nutricionals i metabòliques                                                            |
| V       | F00-F99 | Trastorns mentals i del comportament                                                                         |
| VI      | G00-G99 | Malalties del sistema nerviós                                                                                |
| VII     | H00-H59 | Malalties de l'ull i els seus annexos                                                                        |
| VIII    | H60-H95 | Malalties de l'oïda i de l'apòfisi mastoide                                                                  |
| IX      | I00-I99 | Malalties del sistema circulatori                                                                            |
| X       | J00-J99 | Malalties del sistema respiratori                                                                            |
| XI      | K00-K93 | Malalties de l'aparell digestiu                                                                              |
| XII     | L00-L99 | Malalties de la pell i el teixit subcutani                                                                   |
| XIII    | M00-M99 | Malalties del sistema osteomuscular i del teixit connectiu                                                   |
| XIV     | N00-N99 | Malalties de l'aparell genitourinari                                                                         |
| XV      | O00-O99 | Embaràs, part i puerperi                                                                                     |
| XVI     | P00-P96 | Certes afeccions originades en el període perinatal                                                          |
| XVII    | Q00-Q99 | Malformacions congènites, deformitats i anomalies cromosòmiques                                              |
| XVIII   | R00-R99 | Símptomes, signes i troballes anormals clíniques i de laboratori, no classificats en un altre lloc           |
| XIX     | S00-T98 | Traumatismes, enverinaments i algunes altres conseqüències de causa externa                                  |
| XX      | V01-Y98 | Causes externes de morbiditat i de mortalitat                                                                |
| XXI     | Z00-Z99 | Factors que influeixen en l'estat de salut i contacte amb els serveis de salut                               |
| XXII    | O00-U99 | Codis per a situacions especials                                                                             |

La 10a Revisió de la Classificació Estadística Internacional de les Malalties i Problemes de Salut Relacionats (CIM-10) és una codificació de malalties, trastorns, signes, símptomes, troballes anormals, denúncies, circumstàncies socials i causes externes de lesions o malalties, segons la classificació de l'Organització Mundial de la Salut (OMS). Aquesta pàgina conté la llista de problemes del capítol V de la CIM-10: Trastorns mentals i del comportament. 
- Sols apareixen els problemes codificats amb la lletra del capítol i dos dígits (per exemple A00), amb tres dígits (separada l'últim dígit per un punt, per exemple A04.0), i rarament amb quatre dígits.
- S'han exclòs els problemes de més de dos dígits que fan referència a "altres" problemes especificats (però no definits) o a problemes no especificats; aquests dos casos corresponen, respectivament, als dígits finals 8 i 9.
- També s'han exclòs els problemes de més de dos dígits que no aporten problemes de salut "diferents" dels de l'enunciat principal i que sols modifiquen "qualitativament" el problema de salut al qual fan referència. Per exemple: A00 és el codi pel còlera, però no s'han presentat els codis A00.1 i A00.2 que diferencien el còlera segons dos tipus de bacteri que el provoquen.

## F00-F09 - Trastorns mentals orgànics, incloent els simptomàtics
- (F00) Demència en la malaltia d'Alzheimer (G30.-†)
- (F01) Demència vascular
- (F02) Demència en altres malalties classificades en un altre lloc
  - (F02.0) Demència en la malaltia de Pick (G31.0†)
  - (F02.1) Demència en la malaltia de Creutzfeldt-Jakob (A81.0†)
  - (F02.2) Demència en la malaltia de Huntington (G10†)
  - (F02.3) Demència en la malaltia de Parkinson (G20†)
  - (F02.4) Demència en la malaltia pel virus de la immunodeficiència humana
- (F03) Demència no especificada
- (F04) Síndrome amnèsica orgànica, no induïda per alcohol ni altres substàncies psicoactives
- (F05) Delírium, no induït per alcohol ni altres substàncies psicoactives
- (F06) Altres trastorns mentals provocats per lesió i disfunció encefàliques i per malaltia física
  - (F06.0) Al·lucinosi orgànica
  - (F06.1) Trastorn catatònic orgànic
  - (F06.2) Trastorn delirant orgànic [semblant a esquizofrènia]
  - (F06.3) Trastorns de l'estat d'ànim [trastorns afectius] orgànics
  - (F06.4) Trastorn d'ansietat orgànic
  - (F06.5) Trastorn dissociatiu orgànic
  - (F06.6) Trastorn làbil emocional [astènic] orgànic
  - (F06.7) Trastorn cognitiu lleu
- (F07) Trastorns de la personalitat i el comportament provocats per malaltia, lesió i disfunció encefàliques
  - (F07.0) Trastorn orgànic de la personalitat
  - (F07.1) Síndrome postencefalítica
  - (F07.2) Síndrome postcommocional
- (F09) Trastorn mental orgànic o simptomàtic no especificat

## F10-F19 - Trastorns mentals i del comportament causats per l'ús de substàncies psicoactives
- (F10) Trastorns mentals i trastorns del comportament per consum d'alcohol
- (F11) Trastorns mentals i trastorns del comportament per consum d'opioides
- (F12) Trastorns mentals i trastorns del comportament per consum de cannabinoides
- (F13) Trastorns mentals i trastorns del comportament per consum de sedants i hipnòtics
- (F14) Trastorns mentals i trastorns del comportament per consum de cocaïna
- (F15) Trastorns mentals i trastorns del comportament per consum d'estimulants, incloent la cafeïna
- (F16) Trastorns mentals i trastorns del comportament per consum d'al·lucinògens
- (F17) Trastorns mentals i trastorns del comportament per consum de tabac
- (F18) Trastorns mentals i trastorns del comportament per consum de dissolvents volàtils
- (F19) Trastorns mentals i trastorns del comportament per consum de múltiples fàrmacs, drogues i altres substàncies psicoactiv

## F20-F29 - Esquizofrènia, trastorn esquizotípic i trastorns delirants
- (F20) Esquizofrènia
- (F21) Trastorn esquizotípic
- (F22) Trastorns delirants persistents
- (F23) Trastorns psicòtics aguts i transitoris
- (F24) Trastorn delirant induït
- (F25) Trastorns esquizoafectius
- (F28) Altres trastorns psicòtics no orgànics
- (F29) Psicosi no orgànica no especificada

## F30-F39 - Trastorns de l'estat d'ànim [afectius]
- (F30) Episodi maníac
- (F31) Trastorn afectiu bipolar
- (F32) Episodi depressiu
- (F33) Trastorn depressiu recurrent
- (F34) Trastorns de l'estat d'ànim [trastorns afectius] persistents
  - (F34.0) Ciclotímia
  - (F34.1) Distímia
- (F38) Altres trastorns de l'estat d'ànim [trastorns afectius]
- (F39) Trastorn de l'estat d'ànim [trastorn afectiu] no especificat

## F40-F48 - Trastorns neuròtics, somatomorfs i relacionats amb l'estrès
- (F40) Trastorns d'ansietat fòbica
  - (F40.0) Agorafòbia
  - (F40.1) Fòbies socials
  - (F40.2) Fòbies especificades (aïllades)
- (F41) Altres trastorns d'ansietat
  - (F41.0) Trastorn de pànic [ansietat paroxismal episòdica]
  - (F41.1) Trastorn d'ansietat generalitzada
  - (F41.2) Trastorn mixt d'ansietat i depressiu
  - (F41.3) Altres trastorns d'ansietat mixtos
- (F42) Trastorn obsessivocompulsiu
- (F43) Reacció a l'estrès greu i trastorns d'adaptació
- (F44) Trastorns dissociatius [de conversió]
  - (F44.0) Amnèsia dissociativa
  - (F44.1) Fuga dissociativa
  - (F44.2) Estupor dissociatiu
  - (F44.3) Trànsit i trastorns de possessió
  - (F44.4) Trastorns motors dissociatius
  - (F44.5) Convulsions dissociatives
  - (F44.6) Anestèsia dissociativa i pèrdua sensorial
  - (F44.7) Trastorns dissociatius [de conversió] mixtos
- (F45) Trastorns somatomorfs
  - (F45.0) Trastorn de somatització
  - (F45.1) Trastorn somatomorf indiferenciat
  - (F45.2) Trastorn hipocondríac
  - (F45.3) Disfunció autonòmica somatomorfa
  - (F45.4) Trastorn del dolor somatomorf persistent
- (F48) Altres trastorns neuròtics
  - (F48.0) Neurastènia
  - (F48.1) Síndrome de despersonalització o desrealització

## F50-F59 - Síndromes del comportament associades a alteracions fisiològiques i factors físics
- (F50) Trastorns de la conducta alimentària
  - (F50.0) Anorèxia nerviosa
  - (F50.1) Anorèxia nerviosa atípica
  - (F50.2) Bulímia nerviosa
  - (F50.3) Bulímia nerviosa atípica
  - (F50.4) Afartament associat a altres alteracions psicològiques
  - (F50.5) Vòmits associats a altres alteracions psicològiques
- (F51) Trastorns no orgànics del son
  - (F51.0) Insomni no orgànic
  - (F51.1) Hipersòmnia no orgànica
  - (F51.2) Trastorn no orgànic de l'horari de son i vigília
  - (F51.3) Deambulació nocturna [somnambulisme]
  - (F51.4) Terrors del son [terrors nocturns]
  - (F51.5) Malsons
- (F52) Disfunció sexual no causada per trastorn o malaltia orgànics
  - (F52.0) Falta o pèrdua de desig sexual
  - (F52.1) Aversió al sexe i falta de gaudi sexual
  - (F52.2) Fallida de la resposta genital
  - (F52.3) Disfunció orgàstica
  - (F52.4) Ejaculació precoç
  - (F52.5) Vaginisme no orgànic
  - (F52.6) Disparèunia no orgànica
  - (F52.7) Impuls sexual excessiu
- (F53) Trastorns mentals i trastorns del comportament associats al puerperi no classificats a cap altre lloc
- (F54) Factors psicològics i factors del comportament associats a trastorns o malalties classificats en un altre lloc
- (F55) Abús de substàncies que no produeixen dependència
- (F59) Síndromes de comportament no especificades associades a alteracions fisiològiques i factors físics

## F60-F69 - Trastorns de la personalitat i el comportament en l'adult
- (F60) Trastorns de la personalitat especificats
  - (F60.0) Trastorn paranoide de la personalitat
  - (F60.1) Trastorn esquizoide de la personalitat
  - (F60.2) Trastorn dissocial de la personalitat
  - (F60.3) Trastorn de la personalitat inestable emocionalment
  - (F60.4) Trastorn histriònic de la personalitat
  - (F60.5) Trastorn anancàstic de la personalitat
  - (F60.6) Trastorn ansiós de la personalitat [per evitació]
  - (F60.7) Trastorn de la personalitat per dependència
- (F61) Trastorns de la personalitat mixtos i altres trastorns de la personalitat
- (F62) Canvis de personalitat duradors no atribuïbles a dany i malaltia encefàlics
- (F63) Trastorns dels hàbits i del control dels impulsos
  - (F63.0) Ludopatia
  - (F63.1) Piromania [provocació d'incendi patològica]
  - (F63.2) Cleptomania [robatori patològic]
  - (F63.3) Tricotil·lomania
- (F64) Trastorns d'identitat de gènere
  - (F64.0) Transsexualitat
  - (F64.1) Transvestisme de doble identitat
  - (F64.2) Trastorn d'identitat de gènere de la infància
- (F65) Trastorns de preferència sexual
  - (F65.0) Fetitxisme
  - (F65.1) Transvestisme fetitxista
  - (F65.2) Exhibicionisme
  - (F65.3) Escopofília (voyeurisme)
  - (F65.4) Pedofília
  - (F65.5) Sadomasoquisme
  - (F65.6) Trastorns múltiples de preferència sexual
- (F66) Trastorns psicològics i trastorns del comportament associats a
  - (F66.0) Trastorn de maduració sexual
  - (F66.1) Orientació sexual egodistònica
  - (F66.2) Trastorn de relació sexual
- (F68) Altres trastorns de la personalitat i el comportament en l'adult
  - (F68.0) Elaboració de símptomes físics per motius psicològics
  - (F68.1) Producció o fingiment intencionats de símptomes o discapacitats, tant físics com psicològics [trastorn factici]
- (F69) Trastorn no especificat de la personalitat i el comportament en l'adult

## F70-F79 - Retard mental
- (F70) Retard mental lleu
- (F71) Retard mental moderat
- (F72) Retard mental greu
- (F73) Retard mental profund
- (F78) Altres retards mentals
- (F79) Retard mental no especificat

## F80-F89 - Trastorns de desenvolupament psicològic
- (F80) Trastorns especificats del desenvolupament de la parla i el llenguatge
  - (F80.0) Trastorn especificat d'articulació de la parla
  - (F80.1) Trastorn de l'expressió del llenguatge
  - (F80.2) Trastorn de la recepció del llenguatge
  - (F80.3) Afàsia adquirida amb epilèpsia [Landau-Kleffner]
- (F81) Trastorns específics del desenvolupament de les habilitats escolars
  - (F81.0) Trastorn específic de la lectura
  - (F81.1) Trastorn específic de l'ortografia
  - (F81.2) Trastorn específic de les habilitats aritmètiques
  - (F81.3) Trastorn mixt de les habilitats escolars
- (F82) Trastorn especificat del desenvolupament de la funció motora
- (F83) Trastorns especificats mixtos del desenvolupament
- (F84) Trastorns generalitzats del desenvolupament
  - (F84.0) Autisme de la infància
  - (F84.1) Autisme atípic
  - (F84.2) Síndrome de Rett
  - (F84.3) Altres trastorns desintegratius de la infància
  - (F84.4) Trastorn d'hiperactivitat associat a retard mental i moviments estereotipats
  - (F84.5) Síndrome d'Asperger
- (F88) Altres trastorns de desenvolupament psicològic
- (F89) Trastorn no especificat de desenvolupament psicològic infància i l'adolescència

## F90-F98 - Trastorns emocionals i del comportament que habitualment ocorren en la infància i l'adolescència
- (F90) Trastorns hipercinètics
  - (F90.0) Alteració de l'activitat i l'atenció
  - (F90.1) Trastorn de la conducta hipercinètica
- (F91) Trastorns de conducta
  - (F91.0) Trastorn de conducta limitat al context familiar
  - (F91.1) Trastorn de la conducta insocialitzada
  - (F91.2) Trastorn de la conducta socialitzada
  - (F91.3) Trastorn d'oposició desafiant
- (F92) Trastorns mixtos de conducta i de les emocions
  - (F92.0) Trastorn de la conducta depressiva
- (F93) Trastorns emocionals amb inici especificat en la infància
  - (F93.0) Trastorn d'ansietat per separació de la infància
  - (F93.1) Trastorn d'ansietat fòbica de la infància
  - (F93.2) Trastorn d'ansietat social de la infància
  - (F93.3) Trastorn de rivalitat de germans
- (F94) Trastorns de funcionament social amb inici especificat en la infància i l'adolescència
  - (F94.0) Mutisme voluntari
  - (F94.1) Trastorn reactiu de dependència de la infància
  - (F94.2) Trastorn desinhibit de dependència de la infància
- (F95) Trastorns de tics
  - (F95.0) Trastorn de tics transitori
  - (F95.1) Trastorn crònic de tics motors o vocals
  - (F95.2) Trastorn combinat de tics vocals i tics motors múltiples [De la Tourette]
- (F98) Altres trastorns emocionals i del comportament que habitualment ocorren en la infància i l'adolescència
  - (F98.0) Enuresi no orgànica
  - (F98.1) Encopresi no orgànica
  - (F98.2) Trastorn de la conducta alimentària en la lactància i la infància
  - (F98.3) Pica en la lactància i la infància
  - (F98.4) Trastorns de moviment estereotipat
  - (F98.5) Quequesa [balbuceig]
  - (F98.6) Llenguatge farfallós

## F99 - Trastorn mental no especificat
- (F99) Trastorn mental no especificat